# Onur Kayador
Onur Alp Kayador (* 5. Juni 1955 in Istanbul) ist ein ehemaliger türkischer Fußballspieler und -funktionär. Durch seine langjährige Tätigkeit für Fenerbahçe Istanbul und als Eigengewächs wird er sehr stark mit diesem Verein assoziiert. Von Fan- und Vereinsseiten wird er als einer der bedeutendsten Spieler der Klubgeschichte aufgefasst.

## Spielerkarriere
Kayador begann mit dem Vereinsfußball in der Nachwuchsabteilung von Fenerbahçe Istanbul. Im Sommer 1974 wurde er von Cheftrainer Valdir Pereira an den Trainingseinheiten der Profimannschaft beteiligt, in der ersten Saison kam er aber zu keinem Pflichtspieleinsatz. Seine Mannschaft beendete die 1. Lig 1974/75 mit der türkischen Meisterschaft. Für die nächste Saison wurde er an den Ligarivalen Adana Demirspor ausgeliehen und gab hier am 7. September 1975 gegen Boluspor sein Profidebüt. Für die kommende Saison behielt ihn Fenerbahçe im Kader. Kayador absolvierte in dieser Saison ein Ligaspiel für Fenerbahçe und beendete mit diesem die Saison hinter dem amtierenden Meister Trabzonspor als Vizemeister. Nach zwei titellosen Jahren in der türkischen Meisterschaft, führte die Vereinsführung eine Kaderrevision durch und verpflichtete neue Spieler. In diesem Umfeld erkämpfte sich Kayador unter der Führung des Cheftrainers Tomislav Kaloperović einen Stammplatz. Am Saisonende wurde Fenerbahçe türkischer Meister, wodurch Kayador seine erste türkische Meisterschaft mit Einsatz und seine zweite türkische Meisterschaft insgesamt. Die nächsten drei Spielzeiten vergab Kayadors Mannschaft die Meisterschaft wieder an Trabzonspor, konnte stattdessen einmal den Türkischen Pokal (1978/79) und dreimal den vorsaisonalen TSYD-Istanbul-Pokal (1978/79, 1979/80, 1980/81) gewinnen. Kayador verlor in den ersten zwei dieser drei Spielzeiten seinen Stammplatz und absolvierte durchschnittlich zwölf Ligaspiele. Erst mit der Saison 1980/81 stieg er wieder zum Stammspieler auf und schaffte es in dieser Spielzeit auch in die Türkische Nationalmannschaft. Sein Verein erlebte in dieser Saison eines seiner schwächsten Spielzeiten und spielte gar um den Klassenerhalt.
Nach dieser aus Vereinssicht enttäuschenden Saison wurde im Kader unter der Direktive von Cheftrainers Friedel Rausch eine Revision durchgeführt und mehrere gestandene Spieler abgegeben. Stattdessen wurden neben Neueinkäufen auch die jüngeren Spieler in die Mannschaft weiter etabliert. Als einer der Leistungsträger stach dabei Kayador hervor. Die Revision zeigte Wirkung und so spielte Fenerbahçe wieder um die Meisterschaft mit. Nachdem Rausch nach dem 23. Spieltag den Verein verließ, übernahm interimsweise Enver Katip die Mannschaft bis zum Saisonende und beendete die Saison auf dem dritten Tabellenplatz. Kayador absolvierte 31 der möglichen 32 Ligaspiele seiner Mannschaft und holte mit seinem Klub den Marinepokal. Für die Spielzeit 1982/83 stellte Fenerbahçe den Jugoslawen Branko Stanković als neuen Cheftrainer ein. Unter diesem Trainer steigerte die Mannschaft seine Vorjahresleistung. In der türkischen Meisterschaft setzte man sich gegen den damals ärgsten Rivalen Trabzonspor durch und gewann nach fünf Jahren wieder diese Trophäe. Zudem wurde das Team in dieser Saison Türkischer Pokalsieger und wurde damit zum dritten Mal in seiner Vereinsgeschichte türkischer Double-Sieger.
In der nächsten Spielzeit vergab Kayadors Team die Meisterschaft und den Pokal erneut an Trabzonspor. Die Saison  1984/85 holte Fenerbahçe wieder die türkische Meisterschaft. Über die gesamte Saison kämpfte die Mannschaft mit Beşiktaş um die Tabellenführung. Am Saisonende beendete Fenerbahçe punktgleich zu Beşiktaş die Saison aufgrund des besseren Torverhältnisses als Meister. Zudem gewann man in dieser Saison den Präsidenten-Pokal und zum dritten Mal in Folge den Marinepokal. Kayador absolvierte in dieser Saison lediglich zwei Ligaspiele.
Trotz der gewonnenen Meisterschaft ersetzte die Vereinsführung Veselinović durch den Ungarn Kálmán Mészöly. Unter diesem Trainer kehrte Kayador wieder als Stammspieler in die Mannschaft zurück. In dieser Spielzeit beendete Fenerbahçe die Saison weit abgeschlagen von der Tabellenspitze auf dem 5. Tabellenplatz. Da auch im türkischen Pokal kein Titelgewinn erzielt wurde, qualifizierte sich Fenerbahçe für keinen der europäischen Pokalwettbewerbe. In der nächsten Saison zeigte Fenerbahçe erneut diese Leistung. Kayador, der in der Saison 1986/87 lediglich in fünf Ligaspielen zum Einsatz gekommen war, beendete im Sommer 1987 seine aktive Karriere.

### Nationalmannschaft
Kayador wurde im Rahmen eines WM 1982-Qualifikationsspiel gegen die Tschechoslowakische Nationalmannschaft. Bis ins Jahr 1984 absolvierte Kayador fünf weitere Länderspiele und erzielte dabei ein Tor.

## Erfolge
Mit Fenerbahçe Istanbul
- Türkische Meisterschaft: 1973/74, 1974/75, 1982/83, 1984/85
- Türkischer Pokal: 1978/79, 1982/83
- Präsidenten-Pokalspieler: 1983/84, 1984/85
- Premierminister-Pokalsieger: 1979/80
- Marinepokalsieger: 1982/83, 1983/84, 1984/85
- TSYD-Istanbul-Pokalsieger: 1975/76, 1980/81, 1982/83, 1986/87
- Erdbeben-Pokalsieger: 1976